# John Hilmar Stephensen
John Hilmar Stephensen (30. december 1846 i Ebeltoft – 11. maj 1889 i København) var en dansk-islandsk departementschef.
Han var søn af overauditør, by- og herredsfoged i Varde Olaf (Ólafur) Stephani Stephensen (1792-1854) og bror til etatsråd Hannes Peter Stephensen og og herredsfuldmægtig, kancelliråd Westy Christian Ludvig Stephensen (1836-1893).
Han blev student 1864 fra Ribe Katedralskole og cand.jur. 1870. Han var 1872-73 fuldmægtig hos højesteretssagfører Frederik Asmussen, 1873-75 hos overretsprokurator Tvermoes, fra 1874 hos højesteretsadvokat Gustav Brock. Han blev 1876 overretssagfører og praktiserede i København. 1880 deponerede han sin beskikkelse og blev konstitueret, 1882 kgl. udnævnt kontorchef i Ministeriet for Island.
Den 30. april 1885 efterfulgte han sin slægtning Oddgeir Stephensen som departementschef i Ministeriet for Island, hvilket han var til sin død 1889. Han blev efterfulgt af Anders Dybdal. 1887 var han blevet Ridder af Dannebrog.